# Estradiot

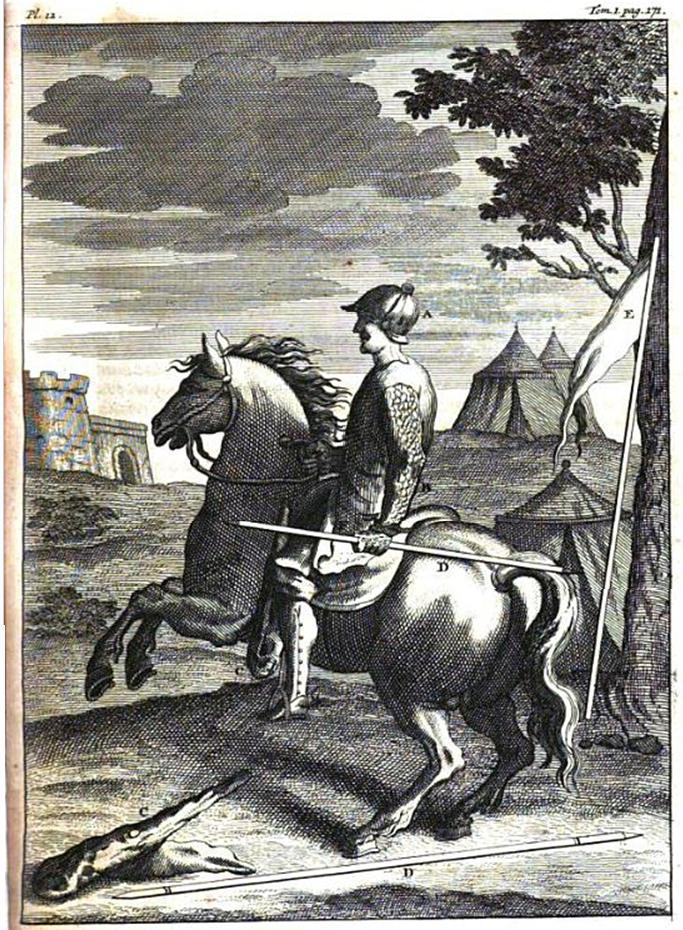
Estradiot : gravure tirée de l’Histoire de la Milice Françoise (1724) de Gabriel Daniel.

Un estradiot ou stradiote (du grec στρατιότης stratiotês : « militaire ») était un mercenaire de cavalerie légère principalement de la première moitié du XVIe siècle. Il apparaît dans la seconde moitié du XVe siècle et fut notamment employé par certains grands condottieres. Leur support, notamment dans les guerres fluviales, devient indispensable et marque une étape décisive dans le déroulement des guerres de la fin du Moyen Âge. Les archives italiennes mentionnent 70 souches de familles d'estradiots.

## Origine
Les estradiots étaient d’origine balkanique : aussi les appelait-on également « argoulets » (peut-être du nom de la ville grecque d'Argos ou de leur arme : l'arquebuse), « Corvats » (Croates) ou « Albanais ». En italien, stradioto signifie « routier », une des fonctions de l’estradiot étant celle d’éclaireur. Philippe de Commines les décrit comme suit : « Les Estradiots sont comme les Janissaires : vêtus, à pied et à cheval, comme les Turcs, sauf la tête, où ils ne portent pas cette toile qu'on appelle turban ; ce sont de dures gens, ils couchent dehors toute l'année avec leurs chevaux. Ils étaient tous Grecs, venus des places que les Vénitiens y ont, les uns de Naples en Romanie, en Morée, les autres d’Albanie, vers Durazzo : et leurs chevaux sont bons, ce sont tous des chevaux turcs. Les Vénitiens s'en servent fort et s'y fient » (le qualificatif « Grecs » n'était alors pas linguistique mais religieux, désignant les orthodoxes).

## Histoire

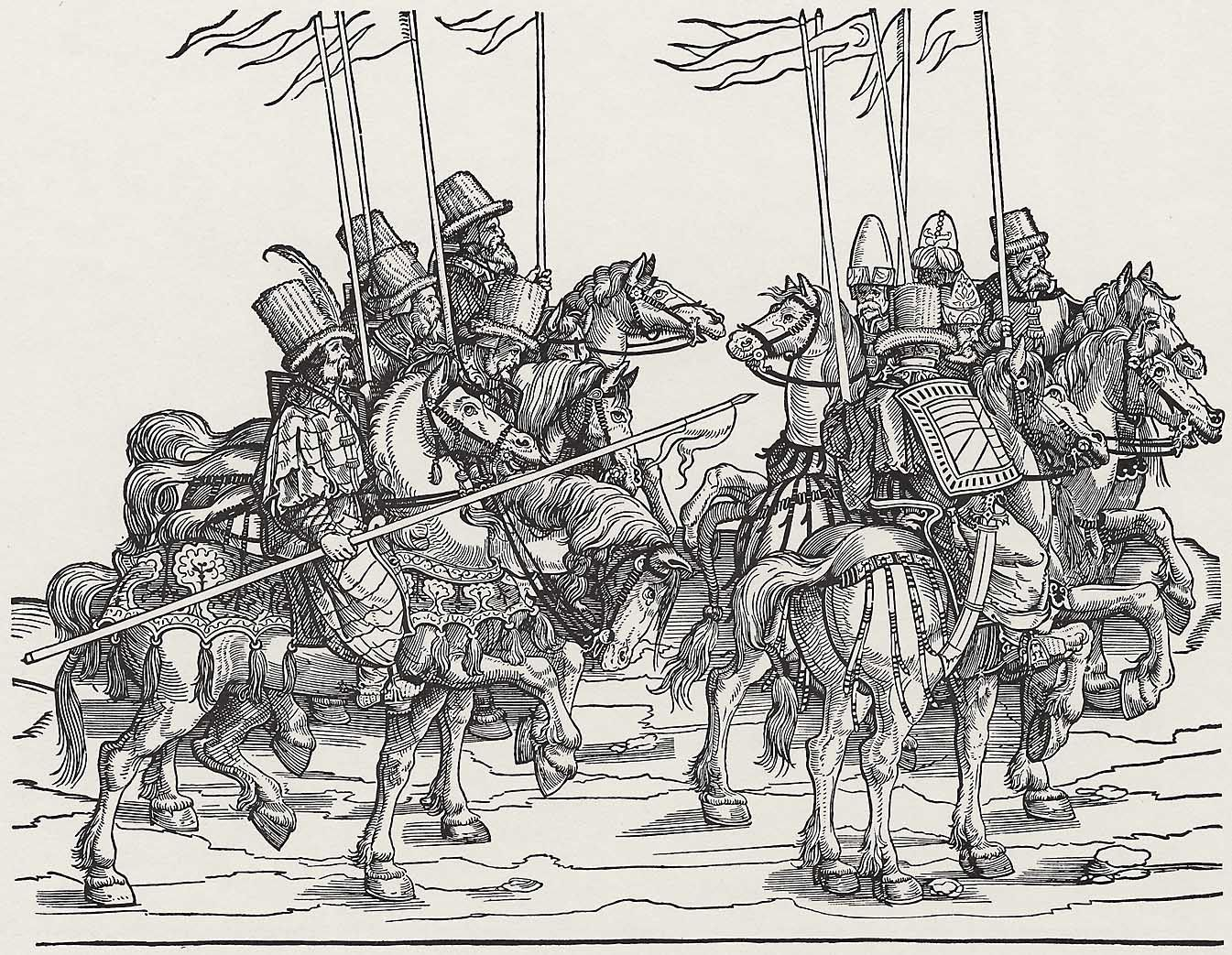
Cavaliers stradioti, par Urs Graf l'Aîné (1530).

### Au service de la république de Venise
Les estradiots sont d’abord employés par Venise dans les possessions d'outre-mer au cours de leurs campagnes contre les Ottomans puis, à partir de 1475, comme garde-frontières dans le Frioul. Ils sont les artisans de la victoire au Frioul, à Ferrare, au combat d'Argenta et à Fornoue. La première rencontre attestée avec les stradiotes albanais, a lieu en 1464 lorsque le prince et condottiere Sigismond Malatesta franchit l'Adriatique pour aller combattre les Ottomans pour le compte de la république de Venise. Les combattants italiens sont surpris par cette cavalerie légère qui défend l'Hexamilion. Armés d'un arc et d'un javelot, ils se déplacent rapidement sur de petits chevaux rustiques et endurants, remportant de nombreux succès face aux fantassins et à la cavalerie lourdes des condotte qui progressent lentement. Les capitaines italiens comprennent l'intérêt de cette tactique et cherchent dès leur retour en Italie à recruter ces cavaliers.
Les condottieres et même les commandants de l'armée vénitienne demandent désormais que soit précisé dans leur contrat, la forme de l'engagement, « à l'italienne » ou « à la stradiote ». La république évite de laisser partir ses précieux stradiotes dans les condotte de ses adversaires. Les condottieres albanais obtiennent de vrais avantages dont celui de se déplacer en famille en pratiquant un nomadisme combattant. Chacune de leur condotta, sous la responsabilité d'un chef, ne compte pas plus d'une centaine d'hommes et jouit d'une grande autonomie d'action. 
Des stradiotes chrétiens, aussi nommés « arvanites », remplacent peu à peu toute la cavalerie légère des armées de la République de Venise. Alors que les bouches à feu, par ailleurs très dangereuses pendant les assauts, sont très vulnérables lors des déplacements des convois, l'arme de la guérilla permet de traverser les lignes et de préparer des attaques à revers. Les stradiotes, installés par milliers dans le Frioul après la défaite en Orient, sont chargés de rétablir l'autorité de la République dans la région grâce à la mobilité de leurs escouades qui peuvent surveiller les vastes territoires du Piémont alpin.
Ils jouent aussi un rôle prépondérant dans la guerre fluviale qui peut mobiliser des milliers d'embarcations. Les stradiotes, postés sur le rives, attaquent à l'arc les barques transportées par voie terrestre ou qui naviguent sur des cours d'eau étroits, canaux ou rivières. Certains sont pontonniers et assemblent des ponts flottants. Ils réalisent un long chemin de halage composé de bois et de pierre, qui permet la progression des soldats au milieu des marécages et du réseau sinon impénétrable des cours d'eau dans le delta du Pô, sur plusieurs kilomètres. L'ennemi, pris par surprise par la condotta de Roberto  Sanseverino, abandonne le camp riche en armes, en chevaux et en munitions. 
En 1511, des stradioti font pétition pour l'édification d'une église orthodoxe : c'est l'église San Giorgio dei Greci et d'un collège pour former leurs popes à Venise : c'est la Scuola dei Greci.

### Guerres d'Italie
Les estradiots sont déployés contre les Français dans les guerres d'Italie, et particulièrement à la bataille de Fornoue (plus de 2 000 cavaliers). Albanais, grecs et italiens, ils sont alors payés un ducat par tête de Français rapportée, ou payés au nombre d'yeux arrachés !
Ils sont adeptes de l'embuscade et de la terre brûlée, laissant peu de chance à leurs prisonniers. Ils sont payés pour semer la terreur, en particulier dans les villages susceptibles de ravitailler l'ennemi. Pratiquant depuis toujours le pastoralisme, la transhumance et l'élevage, habitués aux migrations économiques, ils emportent les troupeaux pour leur profit immédiat en se déplaçant sans cesse d'une région à l'autre.  
Les rivalités entre capitaines stradiotes albanais, Mercurio Bua, Renessi, Busić, Fashni et Mexa notamment, sont fréquentes.  
Dans les années 1480, ces capitaines d'aventure, pour la plupart albanais, mais aussi croates, valaques, grecs et parfois turcs, organisent leurs troupes sur le modèle de la condotta, louant leurs services aux princes italiens, aux gouvernements des cités-Etats, à l'empereur et au roi de France . Ainsi, Louis XII enrôle deux mille estradiots qu'il confie au seigneur de Fontrailles. Véritables « cosaques » du XVIe siècle, ces rudes chevaucheurs font forte impression par leur ardeur au combat, leur rapidité, leur grande efficacité en tant que cavalerie légère ; en un mot, ils sont au XVIe siècle ce que seront les hussards au XVIIe siècle. Jean Marot disait d’eux dans le Voyage de Venise : « Vont de si roide sorte qu'il semble bien que tempête les porte. » En 1497, Ferdinand le Catholique, roi de Castille, engage 27 condotte de stradiotes. 
Après la victoire vénitienne à la fin du conflit de la ligue de Cambrai, les stradiotes obtiennent rapidement des contrats de travail avantageux. Le condottiere Bartolomeo d'Alviano rembauche la totalité de la condotta de Mercurio Bua, soit 300 hommes.

### Disparition
Cependant, les estradiots sont totalement exterminés à la bataille de Coutras (1587), pendant les guerres de religion. Ils appartiennent alors à l’armée catholique d'Henri III de France, commandée par le duc de Joyeuse. Celle-ci est battue par les reîtres d’Henri de Bourbon, le futur Henri IV de France.
Agrippa d'Aubigné utilise encore le mot pour décrire l'équipage d'Henri IV lui-même, dans la manœuvre qui allait déclencher la bataille de Fontaine-Française, le 5 juin 1595 : « le roi, n'ayant avec soi que quarante gentilshommes et autant de salades du baron de Lus, passe l'eau et, ayant aussitost envoyé à la guerre le marquis de Mirebeau, se met sur ses pas pour faire l'estradiot, cependant que ses troupes se logeoyent ».

## Équipement
L’estradiot portait habituellement un caftan matelassé, et le premier chapitre de l’évangile selon Jean, censé le protéger au combat. Par la suite, cet équipement se compléta par l’ajout du gant de mailles ou d’acier, de la cuirasse et du cabasset. Son couvre-chef typique était le feutre à fond haut, dit « à l’albanoise. »
Son équipement défensif comprenait encore un bouclier léger, dit « targe bohême », de forme à peu près rectangulaire et qui se portait à l’épaule gauche, au moyen d’une courroie. Il couvrait le côté gauche du corps à peu près de l’épaule au bassin, et laissait la main gauche libre pour tenir les rênes. La targe bohème comportait une encoche, à peu près de la taille d’une balle de tennis, dans le coin supérieur gauche.
Son armement se composait principalement d’une lance légère, mesurant jusqu’à trois mètres de long. Elle s’utilisait non pas calée sous le bras comme c’était l’habitude en Europe depuis le bas Moyen Âge, mais « à l'orientale », c’est-à-dire tenue à bout de bras comme une sagaie. L'encoche de la targe bohème ne servait donc pas, comme on l’a prétendu, à braquer la lance, mais à observer l’ennemi tout en se protégeant le visage. L’équipement de l’estradiot comportait encore, généralement, un cimeterre.
Le chroniqueur anglais Edward Hall décrit les estradiots albanais à la solde des Français lors de la bataille de Guineguatte (1513) : équipés d’éperons courts, de bonnets à poil, de lances et de cimeterres.

### Sources
- (en) Nicholas C. J. Pappas, Stradioti: Balkan mercenaries in fifteenth and sixteenth century Italy (lire en ligne)
- Κ. Ν. Sathas, « Documents inédits relatifs à l'histoire de la Grèce au Moyen Âge, publiés sous les auspices de la Chambre des députés de Grèce », dans Jacomo Barbarigo, Dispacci della guerra di Peloponneso 1465-1466, t. VI, Paris,‎ 1880-90, p. 1-116
- (it) R. Lopez, « Il principio della guerra veneto-turca nel 1463 », Archivio Veneto, 5e série, no 15,‎ 1934, p. 47-131
- (el) Αντ. Χ. Χατζή, Οι Ραούλ, Ράλ, Ράλαι 1080-1800. Ιστορική Μονογραφία, Μόναχο, 1909, σ. 48-50.
- (el) Αντ. Γ. Μομφερράτου, Σιγισμούνδος Πανδόλφος Μαλατέστας. Πόλεμος Ενετών και Τούρκων εν Πελοποννήσω κατά 1463-6. Αθήνα, 1914.
- (el) « Εξεγέρσεις Ελλήνων και Αλβανών στην Πελοπόννησο », Τα Νέα,‎ 10 août 2000, N16 (lire en ligne)
- (el) « Ήπειρος - Αλβανία: Το κίνημα του Κωνσταντίνου Αριανίτη », Τα Νέα,‎ 12 août 2000, N54 (lire en ligne)
- (en) Donald M. Nicol, The Immortal Emperor: The Life and Legend of Constantine Palaiologos, Last Emperor of the Romans, 2002 (ISBN 0-521-46717-9)
- (en) Dirk Hoerder, Cultures in Contact, 2002
- (el) Nasa Patapiou, « Η κάθοδος των ελληνοαλβανών Stratioti στην Κύπρο (16αι) », Επετηρίδα του Κέντρου Επιστημονικών Ερευνών, no 24,‎ 1998, p. 161-209 — The migration of the Greek-Albanian Stratioti to Cyprus, 16th century
- (en) Diana Gilliland Wright, Bartolomeo Minio: Venetian administration in 15th-Century Nauplion, Washington DC, The Catholic University of America, 1999 (lire en ligne [PDF]), p. 64-68 et passim — Doctoral dissertation